# Liberal demócrata
Liberal demócrata, demócrata liberal, democrático liberal, liberalismo democrático y expresiones semejantes, hacen referencia a una ideología y posición en el espectro político que une a dos componentes: la democracia y el liberalismo.
Con la expresión democracia liberal, en cambio, se designa a una forma de gobierno.
Como etiqueta identificativa, el término liberal-demócrata se aplica a distintos partidos políticos con las denominaciones Partido Demócrata o Partido Liberal, muy extendidas (como también lo está la denominación conjunta -Partido Liberal Democrático-), y que, aunque en sus orígenes históricos pudieron recibir el nombre por alguna identificación más o menos adecuada al sentido político inicial de esos términos, con el paso del tiempo, los cambios socioeconómicos y la evolución ideológica e institucional han alterado tales identificaciones hasta hacerlas difícilmente reconocibles. También son muy diferentes las orientaciones y características de las organizaciones políticas creadas en muy distintos países del mundo y que por unas u otras razones eligen esos términos para denominarse.

## Alemania
El Alemania el Partido Democrático Liberal (Freie Demokratische Partei, FDP) fue durante mucho tiempo el partido bisagra entre los cristianodemócratas de la CDU y los socialdemócratas del SPD.

## Chile
En Chile existió el Partido Liberal Democrático como una disidencia del Partido Liberal que defendió al Presidente de Chile, José Manuel Balmaceda tras la Guerra Civil de 1891. Sin embargo no tiene una connotación ideológica ya que todas las colectividades de la época parlamentaria estuvieron adscritos a la democracia.

## España
Históricamente, el liberalismo español tuvo una escisión, dentro de los progresistas, protagonizada por los demócratas en 1849, que protagonizaron el sexenio democrático (1868-1874)
Durante la Segunda República (1931) tuvo actividad el Partido Republicano Liberal Demócrata.
En los años ochenta tuvo actividad el Partido Demócrata Liberal.
En la actualidad está activo el partido Ciudadanos y hasta su disolución UPyD, que representan la tercera vía o socioliberalismo, que supone una socialdemocracia con postulados más cercanos al liberalismo que, por ejemplo, el PSOE.

## Estados Unidos
En la terminología política propia de los Estados Unidos, los "demócratas liberales" son el ala izquierda del Partido Demócrata, mayoritaria dentro de ese partido desde la segunda mitad del siglo XX.

## Japón
El Partido Liberal Democrático (自由民主党 Jiyū-Minshutō, o 自民党 Jimintō) fue el partido mayoritario en Japón durante la segunda mitad del siglo XX. Fue el partido de gobierno de forma casi ininterrumpida desde 1955 hasta 2009.

## Paraguay
En Paraguay por mucho tiempo fue gobierno a inicios del siglo XX, el Centro Democrático más tarde llamado Partido Liberal Radical Auténtico desde 1978. Hoy en día forma parte de una gran cantidad de seguidores y simpatizantes en todo el País.

## Reino Unido
Los Liberal Democrats o Lib Dems son el tercer partido del Reino Unido, que se caracteriza por su pretensión de romper el bipartidismo entre el Partido Conservador y el Partido Laborista.

## Rumanía
En Rumanía existe el Partido Demócrata Liberal (Partidul Democrat-Liberal, PD-L).

## Rusia
En Rusia existe un partido ultranacionalista, dirigido desde 1989 por Vladimir Zhirinovski, que se denomina Partido Liberal-Demócrata de Rusia (Либерально-Демократическая Партия России, Liberalno-Demokraticheskaya Partiya Rossii, LDPR).

## Unión Europea
El Partido Europeo Liberal Demócrata Reformista es una de las agrupaciones de partidos políticos de la Unión Europea.